# Синбад: Легенда седам мора
Синбад: Легенда седам мора (енгл. Sinbad: Legend of the Seven Seas) је амерички анимирани филм из 2003. године. 

## Улоге
| Глумац            | Улога     |
| ----------------- | --------- |
| Бред Пит          | Синбад    |
| Кетрин Зита-Џоунс | Марина    |
| Мишел Фајфер      | Ерида     |
| Џозеф Фајнс       | Протеј    |
| Денис Хејсберт    | Кејл      |
| Адријано Ђанини   | „Пацов“   |
| Тимоти Вест       | краљ Дима |
| Џим Камингс       | Лука      |
| Френк Велкер      | Спајк     |